# Oskar Schulz (Politiker)
Oskar Gerhard Waldemar Schulz (* 2. Februar 1920 in Butow, Provinz Pommern; † 21. August 2014) war ein deutscher Jurist und Politiker (SPD).

## Biografie

### Ausbildung und Beruf
Schulz meldete sich im Jahr 1938 nach dem Abitur freiwillig zur Wehrmacht, um danach ohne Unterbrechung studieren zu können. Er wurde dann zwar 1941 für zwei Semester zum Jurastudium beurlaubt, konnte das Studium aber kriegsbedingt erst im Jahr 1948 fortsetzen und beendete seine Ausbildung 1955 mit dem zweiten juristischen Staatsexamen.  Anschließend war er kurzzeitig Leiter der Rechtsstelle des DGB Bremen und danach Assessor im niedersächsischen Justizdienst. Von 1956 bis 1961 war er Richter am Arbeitsgericht Bremerhaven. Von 1959 bis 1963 war er auch stellvertretendes Mitglied im Bremer Staatsgerichtshof. Im Juni 1979 wurde er als Arbeitsdirektor in den Vorstand der AG Weser berufen.

### Politik
Schulz trat im Jahr 1957 in die SPD ein. Im Januar 1962 wurde er Mitglied des Magistrats der Stadt Bremerhaven, zunächst als hauptamtlicher Stadtrat für Jugend- und Sozialwesen in Bremerhaven, ab Juni 1965 als Stadtkämmerer und kurz darauf Wirtschaftsdezernent. Am 21. Oktober 1970 wurde er als Nachfolger von Karl Eggers (SPD) zum Senator für Wirtschaft und Außenhandel und am 1. Juni 1971 zusätzlich geschäftsführend zum Senator für die Finanzen in den Senat der Freien Hansestadt Bremen unter Führung des Präsidenten des Senats Hans Koschnick (SPD) berufen. In der Zeit von 1971 bis zum 3. November 1975 war er weiterhin Finanzsenator. In beiden Ämtern folgte ihm Karl-Heinz Jantzen (SPD).